# Раєвський Олександр Миколайович (психолог)
Олекса́ндр Микола́йович Рає́вський (9 серпня (21 серпня за новим стилем) 1891, Київ — 14 вересня 1971, Київ) — український психолог.

## Життєпис
1917 року закінчив філософське відділення історико-філологічного факультету Київського університету.
Викладач (з 1917), професор (з 1925) і завідувач кафедри психології Київського університету (з 1945) та співробітник науково-дослідного інституту Психології (1945—1959).
Автор підручника «Психологія» (1941).
Досліджував історію психології, зокрема її розвитку у Київському Університеті, і психологію мови та залежність людської свідомости від конкретного середовища («Психология речи в советской психологической науке за 40 лет, 1917-57», 1958).